# Until Death Call My Name
Until Death Call My Name è il primo album in studio del rapper statunitense YoungBoy Never Broke Again, pubblicato il 27 aprile 2018 tramite Never Broke Again e Atlantic Records. L'album vanta le collaborazioni di Birdman e Future, con l'aggiunta di Offset e Lil Uzi Vert nella versione deluxe.

## Antefatti
Il titolo e la data di pubblicazione sono stati annunciati il 6 gennaio 2018. La pubblicazione, prevista per il 2 marzo 2018, è poi slittata al 27 aprile 2018.

## Performance commerciale
L'album ha debuttato alla settima posizione nella Billboard 200, vendendo più di 43 000 copie nella prima settimana.
Il 25 gennaio 2019 l'album viene certificato disco di platino dalla RIAA, grazie al milione di copie vendute.

## Tracce

### Edizione standard
1. Overdose – 2:56
2. Preach – 3:56
3. Diamond Teeth Samurai – 2:42
4. Outside Today – 2:09
5. Astronaut Kid – 3:06
6. We Poppin (feat. Birdman) – 4:05
7. Solar Eclipse – 3:46
8. Villain – 2:49
9. Traumatized – 3:13
10. Worth It – 3:25
11. Right or Wrong (feat. Future) – 4:00
12. Public Figure – 2:31
13. Rags to Riches – 1:38

### Until Death Call My Name (Reloaded)
1. Run It Up – 2:43
2. R.I.P (feat. Offset) – 2:39
3. Rich Nigga (feat. Lil Uzi Vert) – 2:26
4. Thug Cry – 2:00
5. Through the Storm – 2:44
6. Genie – 3:15
7. Love Is Poison – 2:38